# Tillandsia 'Como'
Tillandsia 'Como' es un  cultivar híbrido del género Tillandsia perteneciente a la familia  Bromeliaceae.
Es un híbrido creado antes del año 1995  con las especies Tillandsia streptophylla × Tillandsia caput-medusae.